# Andrea Dianetti
Andrea Dianetti (Roma, 9 maggio 1987) è un attore, regista, conduttore televisivo e cantante italiano.

## Biografia
Perde il padre all'età di 9 anni. Intraprende i primi studi frequentando corsi di danza e d'arte drammatica e iniziando la sua carriera in teatro. Entra nell'accademia di Amici di Maria De Filippi nella categoria recitazione, per ritornare da attore professionista nel 2007. Negli anni successivi interpreta vari ruoli in sitcom e fiction, sia come personaggio fisso che come protagonista di puntata come: Camera Café, La ladra, I Cesaroni, I delitti del cuoco e Un medico in famiglia.
Nel 2009 è co-conduttore, insieme a Carolina Benvenga, del programma Cartoon Network Studios, in onda sul canale Cartoon Network e nel 2010 su Boing. In contemporanea, duetta nel singolo Come nessuno con la cantante Alexia (2009).
Non abbandona però il teatro, debuttando in scena nel 2006 con il musical Lungomare. A soli 19 anni scrive, dirige e interpreta il one-man-show Zitto sa... o non ti televoto, che partendo nel 2007 da Roma, raggiunge Firenze e Milano.
Dal 2007 al 2008 è tra i protagonisti del musical di successo A un passo dal sogno, nel 2010 è nel cast principale di Svegliati e sogna, musical con Rossana Casale per la regia Marco Mattolini, nel 2011 scrive e interpreta la sua prima commedia teatrale Nemmeno un uragano, e nel 2012 e 2013 è in scena con Luis il musical diabolico con il ruolo del diavolo.
Sempre nel 2013 è a teatro con Nessuno, deciso atto di accusa contro ogni forma di guerra, scritto da Massimiliano Bruno.
Alla fine del 2013 è il protagonista della commedia Il sesso di colpa, mentre tra febbraio e marzo 2014 è in scena con un atto unico E poi quella sera... sarà stato il '72.
Continua la sua formazione artistica, frequentando il Gloria Gifford Conservatory, il Laboratorio teatrale cinematografico di Massimiliano Bruno, che lo porterà sul palco con lo spettacolo teatrale Paspartù, e l'Atelier di Giorgio Albertazzi, con il quale nel 2011 sarà in scena con lo spettacolo teatrale Aforismi e Peperoncino.
Dal 2010, studia con Roberto Chevalier e si dedica al doppiaggio, lavorando in serie come CSI: Scena del crimine, CSI: NY, CSI: Miami.
Nel 2013 presta la voce a Jonathan il protagonista di Galis una serie Tv in onda su Planet Kids di Sky e a Yo-Yo Santos uno dei protagonisti del film del 2013 Gli stagisti.
Approda nel cinema nel 2008 con i film Tempo di reazione e Un attimo sospesi, e nel 2010 con Una cella in due con Enzo Salvi.
Nel 2012 ritorna sul grande schermo con il film Dimmi che destino avrò, presentato in anteprima al Torino Film Festival, e con il cortometraggio Solo un bacio presentato al Giffoni Film Festival.
Insieme a Ricky Tognazzi e Francesco Pannofino è nel cast di E la vita continua, cortometraggio del 2012, di Girolamo Sirchia, con la regia di Pino Quartullo, sulla donazione degli organi, che viene presentato nel corso della 69ª Mostra internazionale d'arte cinematografica di Venezia, e per il quale riceve un Premio come miglior attore non protagonista.
Nel 2013, insieme a Diana Del Bufalo, partecipa, come inviato speciale dal backstage al Summer Festival 2013, quattro giorni di concerti in Piazza del Popolo a Roma, dal 27 al 30 giugno, trasmessi in TV da Canale 5 a partire dal 4 luglio 2013. A partire dal novembre 2017 collabora al programma Detto fatto su Rai 2.  Nel 2018 inizia il film ad episodi Din Don - Una parrocchia in due,  Din Don - Il ritorno e Din Don - Un paese in due nel ruolo di co-protagonista, mentre dal 2019 gira le prime quattro stagioni della sitcom Ricci e Capricci in onda su La5 nel ruolo di protagonista.
Nel 2021 ha condotto Isola Party insieme a Valeria Angione in streaming sul portale Mediaset Infinity esperienza che si ripete anche nel 2023 affiancato stavolta da Giorgia Palmas. Dal 15 marzo al 3 maggio 2022 conduce insieme Dayane Mello Pupa Party, web-serie legata a La pupa e il secchione trasmessa sulla piattaforma Mediaset Infinity.. Nel 2022 partecipa a Tale e quale show classificandosi secondo e successivamente anche a Tale e Quale Sanremo. Nel 2023 ha condotto insieme Annie Mazzola il GF Party web serie dedicata al  Grande Fratello.
Conduce la sessantaseiesima edizione dello Zecchino d'Oro 2023.

## Filmografia

### Cinema
- Causa ed effetto, regia di Diego Placidi (2006) – cortometraggio
- Un attimo sospesi, regia di Peter Marcias (2008)
- Mall Wars, regia Marco Castaldi (2009) – cortometraggio
- Benvenuto Khalid, regia di Peter Marcias (2010) – cortometraggio
- Tempo di reazione, regia di Antonio Micciulli (2011)
- Una cella in due, regia di Nicola Barnaba (2011)
- Solo un bacio, regia di Simone Petralia (2012) – cortometraggio
- Dimmi che destino avrò, regia di Peter Marcias (2012)
- E la vita continua, regia di Pino Quartullo (2012) – cortometraggio[5]
- Pensati sexy, regia di Michela Andreozzi (2024)

### Televisione
- Camera Café, episodio Imprinting (Italia 1, 2007)
- I delitti del cuoco – serie TV (Canale 5, 2010)
- Un medico in famiglia – serie TV (Rai 1, 2010)
- I Cesaroni – serie TV, episodio 4x13 (Canale 5, 2010)[13]
- La ladra – serie TV (Rai 1, 2010)
- Din Don - Una parrocchia in due, regia di Claudio Norza – film TV (Italia 1, 2019)
- Din Don - Il ritorno, regia di Paolo Geremei – film TV (Italia 1, 2019)
- Ricci e Capricci – sitcom (La5, 2019-2020)
- Din Don - Un paese in due, regia di Paolo Geremei – film TV (Italia 1, 2022)
- Din Don - Bianco Natale, regia di Paolo Geremei – film TV (Italia 1, 2022)

## Televisione
- Amici di Maria De Filippi (Canale 5, 2005-2006) Concorrente
- Fabbrica del Sorriso (Canale 5, 2009) Conduttore
- Para Olimpiadi (Sky Uno, 2009) Co-conduttore
- Staraoke (Cartoon Network, Boing, 2010) Conduttore
- Canale Social (Witty TV, 2013) Inviato
- Summer Festival (Canale 5, 2013) Inviato
- Most Popular (ILIKE.TV, 2014) Conduttore
- Maria Express (Witty TV, 2016) Conduttore
- iCrew (La5, 2018) Conduttore
- All Together Now - La musica è cambiata (Canale 5, 2019) Giurato del muro
- Isola Party (Mediaset Infinity, 2021, 2023) Conduttore
- Pupa Party (Mediaset Infinity, 2022) Conduttore
- Tale e quale show 12 (Rai 1, 2022) Concorrente
- Tale e quale show - Il torneo (Rai 1, 2022-2023) Concorrente
- Tale e quale Sanremo 1 (Rai 1, 2023) Concorrente
- GFParty (Mediaset Infinity, 2023-2024) Conduttore
- Zecchino d'Oro (Rai 1, 2023) Conduttore
- Miss Italia 2024 (Sito Miss Italia, 2024) Conduttore
- Il forno delle meraviglie (Real Time, 2025) Ospite

## Teatrografia
- Io credo nei miracoli, regia di Fabio Freni (2000)
- Jesus, Romeo and Juliet Cirano di Fabio Giorgi Alessandra De Pascalis (2005)
- Lungomare, musical di Maurizio Costanzo e Alex Britti, regia di Patrick Rossi Gastaldi (2006)
- Zitto sa... o non ti televoto, One man show di Andrea Dianetti (dal 2006 al 2008)[1]
- A un passo dal sogno di Maurizio Costanzo e Enrico Vaime, regia di Marco Mattolini (in tour dal 2007 al 2008)[2]
- Il cigno di Roma Musical in onore di Armando Trovajoli (2008)
- X un'ora d'umore (non so cosa direi) di Andrea Dianetti e Chistian Merli (2009)
- Cechov Mania regia di Gabriele Paoli (2010)
- Svegliati e sogna Musical con Rossana Casale Regia Marco Mattolini (2010)
- Aforismi e peperoncino di e con Giorgio Albertazzi (2011)[3]
- Paspartù di Massimiliano Bruno (2011)
- Nemmeno un uragano di Andrea Dianetti, regia di Antonio Nobili (2011)
- BollyRome Musical regia di Gabriele Carbotti (2012)
- Louis - il musical diabolico Musical regia di Michela Mirabucci (2013)
- Nessuno - di Massimiliano Bruno regia di Davide Lepore (2013)
- Il sesso di colpa regia di Patrizio Cigliano (2013)
- E poi quella sera... sarà stato il '72 regia di Gabriele Carbotti (2014)
- Sue giù regia di Gabriele Carbotti (2014)
- Tutti pazzi per mamma regia di M. Milazzo (2015)
- La scala regia di Michele La Ginestra (2015)
- Per un pugno di sgay regia di Pier Francesco Pingitore (2016)
- Buon compleanno regia di Pier Francesco Pingitore (2016)
- Claustrofobia di Gianni Quinto, regia di Alberto Ferrari (2016)
- Affari di famiglia di Massimiliano Giovanetti, regia di Leonardo Buttaroni (2018)
- 3 Uomini e una cuccia, di Michele Di Vito, regia di Fabrizio Nardi (2019)

## Web

### Web series
- Youtuber$, regia di Daniele Barbiero (2012)
- Second Chance, regia di Piergiorgio Seidita (2013)

## Doppiaggio
- Crooked Arrows - Toby
- Carl² - Damien
- Galis Summer Camp - Jonathan
- Gli stagisti - Yo-Yo Santos
- Somos tú y yo - Ricardo "Ricky"

## Libri
- La felicità del gambero, Sperling & Kupfer, 2022, ISBN 978-88-20-07288-9

## Radio
- I polarizzati (ComicRadio, 2012)
- Exit (C-you, 2013)

## Premi e riconoscimenti
- 2006 Danzare per la vita come Artista emergente dell'anno
- 2008 Festival nazionale del cinema teatro televisione di Villabasilica Miglior spettacolo 2007-2008 a Zitto sa.. o non ti televoto
- 2013 Premio Mendicino corto film festival come Miglior attore non protagonista per E la vita continua
- 2013 NIT - Nord Italia Transplant Riconoscimento per l'impegno umano a artistico nella realizzazione di E la vita continua
- 2019 Premio Sitcom dell'anno al Festival del cinema di Roma come sceneggiatore della serie Ricci e Capricci